# 珠蕨
珠蕨（学名：Cryptogramma raddeana）为中国蕨科珠蕨属下的一个种。